# Stoke City FC
Stoke City FC (uttalat [ˈstoʊk ˈsɪti]) är en engelsk professionell fotbollsklubb i Stoke-on-Trent. Stoke City grundades 1863 och är en av de äldsta fotbollsklubbarna i världen. Klubben var en av tolv som bildade The Football League 1888. The Potters, som klubben kallas, spelar sina hemmamatcher på Bet365 Stadium (tidigare Britannia Stadium). Stoke City FC är även den tredje äldsta klubben i hela England. Klubben spelade 2018/19 i Championship, efter att säsongen innan ha flyttats ner efter tio år i Premier League.
Stokes första stora cupvinst var den i 1971/72 års upplaga av Ligacupen, där Chelsea slogs med 2–1. Klubben har även vunnit Football League Trophy vid två tillfällen, först 1991/92 och senast 1999/2000. Stokes högsta ligaplacering är fjärde plats i högstadivisionen, vilket man åstadkom både 1935/36 och 1946/47.

## Historia

Klubbens ligaplaceringar från och med 1889.

Stoke City är en av de äldsta fotbollsklubbar som fortfarande existerar, med en historia som går tillbaka till 1863 eller 1868. Nyare undersökningar som gjorts har kommit fram till att det inte hände något med klubben förrän 1868. Klubben kallades ursprungligen Stoke Ramblers FC och skapades i stadsdelen Stoke. 1878 gick klubben samman med Stoke Victoria Cricket Club och bytte namn till Stoke FC. 1928 bytte klubben namn till Stoke City FC efter att Stoke-on-Trent fick stadsprivilegier 1925. Från 1878 till 1997 spelade klubben på Victoria Ground, innan flytten till den nybyggda Britannia Stadium.
Klubben har under hela sin historia levt i skuggan av de bästa klubbarna. Stoke har åkt upp och ned mellan de tre översta divisionerna i ligasystemet, och har bara vunnit en stor cuptitel. Det var 1971/72 som klubben vann Ligacupen, och början av 1970-talet skulle bli den bästa perioden i klubbens historia, med flera år i toppskiktet av förstadivisionen.
Efter att ha spelat 3-3 mot Leicester City på den sista matchdagen säsongen 2007/08 slutade Stoke på andra plats i Championship och flyttades således upp till Premier League. Trots misslyckanden i FA-cupen och Ligacupen överträffade Stoke förväntningarna säsongen 2008/09 med ligavinster mot bland annat Aston Villa, Tottenham Hotspur, Arsenal, Sunderland och West Bromwich. Klubben lyckades även spela oavgjort mot Liverpool på Anfield. Efter en 2–1-vinst över Hull City säkrade Stoke en plats i Premier League säsongen 2009/10. En bortaförlust mot Arsenal följde och Stoke slutade på tolfte plats i ligan framför klubbar som Portsmouth, Newcastle och Middlesbrough. Säsongen 2011 lyckades Stoke att för första gången i klubbens historia ta sig fram till en FA cupfinal, som man förlorade mot Manchester City med 0–1. Säsongerna 2014 till 2016 åstadkom klubben tre raka niondeplatser i högstadivisionen, men 2017/2018 slutade man näst sist och blev efter tio raka säsonger i Premier League nedflyttade till Championship.
Stoke City ägs av Peter Coates, som är född och uppvuxen i Stoke-on-Trent. Fadern var gruvarbetare, med 14 barn, varav Peter är den yngste i syskonskaran. Under resan med att bygga upp sin cateringfirma (som sålde snabbmat vid fotbollsarenan), till dagens spelföretag Bet365, har han även köpt sin favoritklubb Stoke City. I ett tidigare uttalande har han sagt att han genom att skapa ett framgångsrikt fotbollslag ska kunna ge Stokeborna något att vara stolta över.

## Supporterstöd
Stoke har en historia av huliganism tillsammans med Cardiff City och Millwall. Incidenter har tidigare inträffat med Queens Park Rangers, Wolverhampton, Everton och Cardiff City. Stokes ärkerivaler är Port Vale, men även Manchester United och Wolverhampton anses vara stora rivaler till klubben.
En undersökning gjord månaderna augusti–oktober säsongen 2008/09 visade att Stokes fans var de mest högljudda i Premier League.[källa behövs]

## Spelare

### Spelartrupp
| 1  | Sverige | Viktor Johansson | 14 september 1998 | Rotherham United (-24) |
| 13 | Irland  | Jack Bonham      | 14 september 1993 | Gillingham (-21)       |
| 34 | England | Frank Fielding   | 4 april 1988      | Millwall (-21)         |

| 3  | England   | Aaron Cresswell   | 15 december 1989 | West Ham United (-25)   |
| 16 | England   | Ben Wilmot        | 4 november 1999  | Watford (-21)           |
| 17 | Frankrike | Eric Bocat        | 16 juli 1999     | Sint-Truiden (-24)      |
| 22 | Kamerun   | Junior Tchamadeu  | 22 december 2003 | Colchester United (-23) |
| 23 | England   | Ben Gibson        | 15 januari 1993  | Norwich City (-24)      |
| 26 | England   | Ashley Phillips   | 26 juni 2005     | Tottenham Hotspur (-25) |
| 40 | Ukraina   | Maksym Talovierov | 28 juni 2000     | Plymouth Argyle (-25)   |
| 41 | England   | Jaden Dixon       | 7 maj 2007       | Stoke City FC           |
| 57 | England   | Jaden Mears       | 1 maj 2006       | Stoke City FC           |

| 4  | England    | Ben Pearson    | 4 januari 1995   | AFC Bournemouth (-23)      |
| 7  | Wales      | Sorba Thomas   | 25 januari 1999  | Huddersfield Town (-25)    |
| 8  | England    | Lewis Baker    | 25 april 1995    | Chelsea (-22)              |
| 10 | Sydkorea   | Bae Jun-ho     | 21 augusti 2003  | Daejeon Hana Citizen (-23) |
| 12 | Japan      | Tatsuki Seko   | 22 december 1997 | Kawasaki Frontale (-24)    |
| 14 | Nordirland | Jamie Donley   | 3 juli 2005      | Tottenham Hotspur (-25)    |
| 15 | Frankrike  | Steven Nzonzi  | 15 december 1988 | Sepahan (-25)              |
| 18 | Irland     | Bosun Lawal    | 30 maj 2003      | Celtic (-24)               |
| 46 | England    | Will Smith     | 30 november 2005 | Stoke City FC              |
| 56 | England    | Favour Fawunmi | 26 april 2006    | Stoke City FC              |

| 9  | England       | Divin Mubama    | 25 oktober 2004   | Manchester City (-25)  |
| 11 | Slovakien     | Róbert Boženík  | 18 november 1999  | Boavista (-25)         |
| 19 | Marocko       | Ryan Mmaee      | 1 november 1997   | Ferencváros (-23)      |
| 20 | England       | Sam Gallagher   | 15 september 1995 | Blackburn Rovers (-24) |
| 42 | Nederländerna | Million Manhoef | 3 januari 2002    | Vitesse (-24)          |
| '  | Angola        | André Vidigal   | 17 augusti 1998   | Marítimo (-23)         |

### Utlånade spelare
| Nr | Land    | Pos | Namn                                              |
| -- | ------- | --- | ------------------------------------------------- |
| 21 | Serbien | MF  | Nikola Jojić (i NK Radomlje till 31 maj 2026)     |
| 35 | England | A   | Nathan Lowe (i Stockport County till 31 maj 2026) |

| Nr | Land    | Pos | Namn                                             |
| -- | ------- | --- | ------------------------------------------------ |
| 37 | England | A   | Emre Tezgel (i Crewe Alexandra till 31 maj 2026) |
| 45 | England | MV  | Tommy Simkin (i Leyton Orient till 31 maj 2026)  |

## Berömda tidigare spelare
- Gordon Banks
- Peter Dobing
- Jimmy Greenhoff
- Alan Hudson
- Sir Geoff Hurst
- Bobby Irvine
- Sir Stanley Matthews
- John Ritchie
- Dennis Wilshaw
- Peter Shilton
- Freddie Steele

- Ade Akinbiyi
- Sambégou Bangoura
- George Berry
- Kris Commons
- Lee Dixon
- Michael Duberry
- Ben Foster
- Ed de Goey
- Anthony Pulis
- Clint Hill
- Carl Hoefkens
- Shola Ameobi
- Gabriel Zakuani
- Davide Xausa
- John Mahoney
- Carlo Nash
- Mike Pejic
- Josip Skoko
- Sebastian Svärd
- Seyi Olofinjana
- James Beattie

## Dyraste nyförvärv och försäljningar

### Topp 10 dyraste nyförvärv
Spelare i fet stil är fortfarande aktiva i Stoke City FC.
| Rank | Spelare          | Från                 | Datum           | Övergångssumma  |
| ---- | ---------------- | -------------------- | --------------- | --------------- |
| 1    | Giannelli Imbula | FC Porto             | 1 februari 2016 | 24 250 000 pund |
| 2    | Kevin Wimmer     | Tottenham Hotspur    | 29 augusti 2017 | 19 400 000 pund |
| 3    | Xherdan Shaqiri  | Inter                | 11 augusti 2015 | 17 000 000 pund |
| 4    | Badou Ndiaye     | Galatasaray          | 31 januari 2018 | 16 000 000 pund |
| 5    | Joe Allen        | Liverpool            | 25 juli 2016    | 15 500 000 pund |
| 6    | Saido Berahino   | West Bromwich Albion | 20 januari 2017 | 13 900 000 pund |
| 7    | Benik Afobe      | Birmingham City      | 4 januari 2019  | 13 500 000 pund |
| 8    | Peter Crouch     | Tottenham Hotspur    | 31 augusti 2011 | 11 300 000 pund |
| 9    | Tom Ince         | Huddersfield Town    | 24 juli 2018    | 11 200 000 pund |
| 10   | Kenwyne Jones    | Sunderland           | 1 augusti 2010  | 9 700 000 pund  |

### Topp 10 dyraste försäljningar
| Rank | Spelare            | Till              | Datum           | Övergångssumma           |
| ---- | ------------------ | ----------------- | --------------- | ------------------------ |
| 1    | Marko Arnautović   | West Ham United   | 22 juli 2017    | 22 300 000 miljoner pund |
| 2    | Xherdan Shaqiri    | Liverpool         | 13 juli 2018    | 14 700 000 miljoner pund |
| 3    | Asmir Begović      | Chelsea           | 13 juli 2015    | 11 000 000 miljoner pund |
| 4    | Steven N'Zonzi     | Sevilla           | 9 juli 2015     | 8 000 000 miljoner pund  |
| 5    | Ramadan Sobhi      | Huddersfield Town | 1 juli 2018     | 6 500 000 miljoner pund  |
| 6    | Joselu             | Newcastle United  | 16 augusti 2017 | 5 500 000 miljoner pund  |
| 7    | Marc Muniesa       | Girona            | 1 juli 2018     | 5 000 000 miljoner pund  |
| 8    | Tuncay Şanlı       | Wolfsburg         | 31 januari 2011 | 4 500 000 miljoner pund  |
| 9    | Robert Huth        | Leicester City    | 1 juli 2015     | 4 200 000 miljoner pund  |
| 10   | Danny Higginbotham | Sunderland        | 29 augusti 2007 | 3 750 000 miljoner pund  |

## Berömda tränare
- Tony Waddington (1960–1977)
- Alan Ball (1989–1991)
- Gary Megson (1999)
- Tony Pulis (2002–2005, 2006–2013)
- Mark Hughes (2013–2018)
- Michael O'Neill (2019–)

## Meriter

### Liga
- Premier League eller motsvarande (nivå 1): Fyra 1935/36, 1946/47
- The Championship eller motsvarande (nivå 2): Mästare 1932/33, 1962/63; Tvåa 1921/22, 2007/08; Trea 1978/79
- League One eller motsvarande (nivå 3): Mästare 1926/27 (North), 1992/93; Playoff-vinnare 2001/02
- Southern Football League Division 2: Mästare 1909/10, 1914/15; Tvåa 1910/11
- Birmingham & District League: Mästare 1910/11
- Football Alliance: Mästare 1890/91

### Cup
- FA-cupen: Finalist 2010/11; Semifinalist 1898/99, 1970/71, 1971/72
- Ligacupen: Mästare 1971/72; Finalist 1963/64
- Football League Trophy: Mästare 1991/92, 1999/00
- Staffordshire Senior Cup: Mästare 1877/78, 1878/79, 1903/04 (delad), 1913/14, 1933/34, 1964/65, 1968/69 (delad), 1970/71, 1974/75, 1975/76, 1981/82, 1992/93, 1994/95, 1998/99; Finalist 1882/83, 1885/86, 1894/95, 1900/01, 1902/03, 2002/03, 2005/06, 2010/11
- Birmingham Senior Cup: Mästare 1900/01, 1913/14; Finalist 1909/10, 1914/15, 1919/20, 1920/21
- Watney Cup: Mästare 1973
- Isle of Man Trophy: Mästare 1987, 1991, 1992; Finalist 1985
- Bass Charity Vase: Mästare 1979/80, 1990/91, 1991/92, 1994/95, 1997/98; Finalist 1889/90, 1893/94, 1989/90, 1995/96